# Солодухіна Марія Миколаївна
Марія Миколаївна Солодухіна (6 квітня 1937, Карпилівка — 5 лютого 2021, Одеса) — відомий представник бібліотечного світу України, багаторічний директор наукової бібліотеки Національного університету «Одеська юридична академія», українська бібліотекознавиця, бібліотекарка і бібліограф.

## Життєпис
Марія Миколаївна народилась 6 квітня 1937 року в селі Карпилівка Срібнянського району Чернігівської області.
Після закінчення Прилуцького педагогічного училища у 1956—1958 роках працювала викладачем Семенівської середньої школи, що на Черкащині, а згодом за кордоном, у румунському місті Алексені. Після повернення на батьківщину закінчила заочно філологічний факультет Одеського державного університету ім. І. І. Мечникова.
З 1961 року працювала в СПТУ № 1 міста Одеси, спочатку на посаді бібліотекаря, з 1974 року по 1997 рік — завідувачкою бібліотеки. У цей час бібліотекою була розроблена система керівництва читанням учнів, яка отримала широке розповсюдження в діяльності бібліотек профтехосвіти і шкіл.

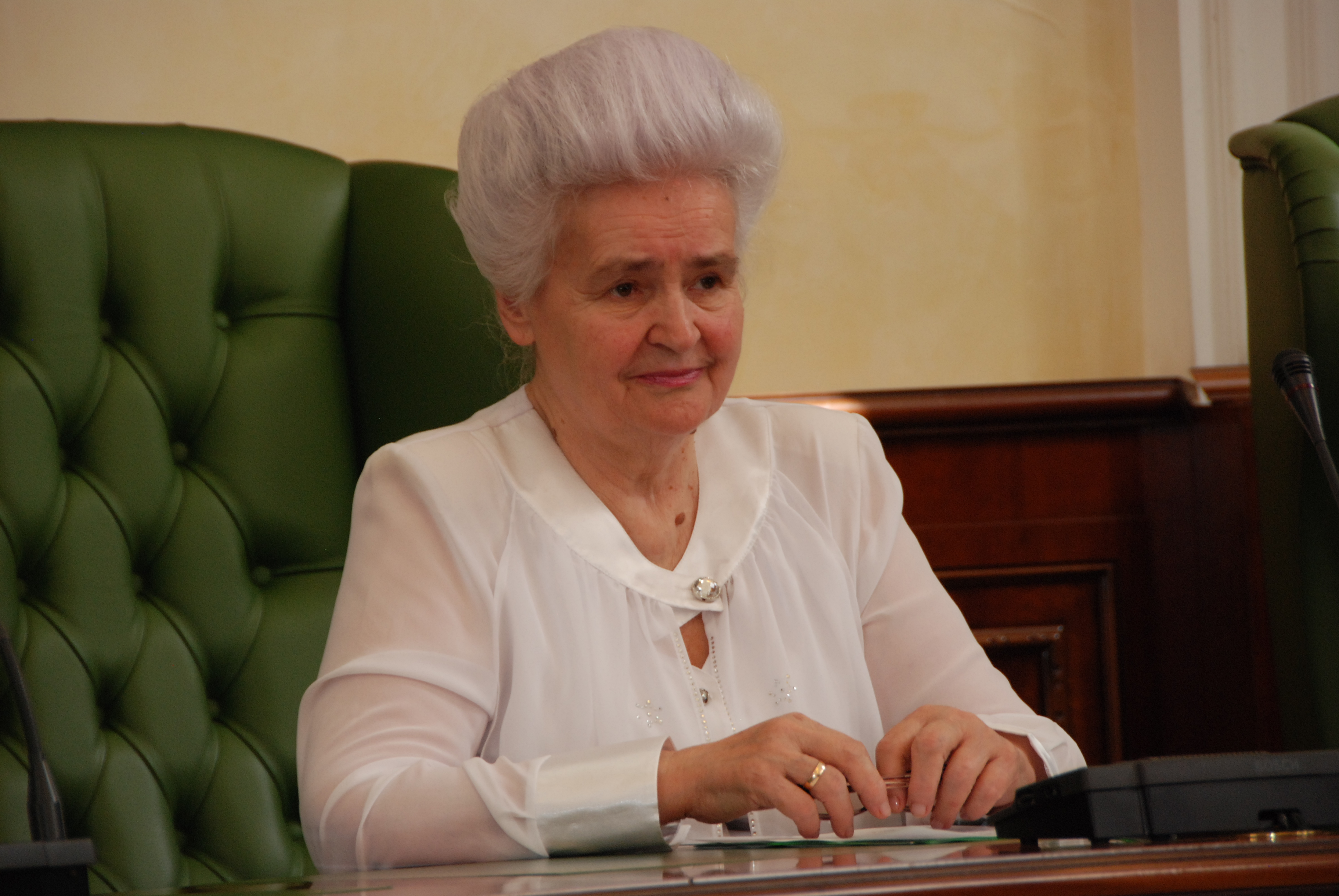
Марія Миколаївна Солодухіна

Багато зусиль Марія Миколаївна докладала для збереження педагогічної спадщини Першого державного дитячого містечка в місті Одесі. З цією метою у 1965 році за ініціативою О. А. Касько — талановитого бібліотекаря-професіонала, та активній участі Марії Миколаївни, був створений музей, експонати і документи якого розкривали педагогіку виховання безпритульних дітей 20-30 років ХХ століття, розроблену відомими вітчизняними і зарубіжними освітянами того часу, зокрема Ф. Ганзберга, Д. Дьюі, М. Монтессорі, Г. Шаррельмана та ін. Згодом цей культурний центр очолила М. М. Солодухіна, його діяльність широкого висвітлювався у середовищі освітян. За роки діяльності музею була проведена велика пошукова робота, зібрано понад 10 тис. оригінальних експонатів, які зараз зберігаються у Музеї рідкісних та цінних видань Наукової бібліотеці Національного університету «Одеська юридична академія» .
За активної участі М. М. Солодухіної 14 листопада 1987 року урочисто було відкрито пам'ятник «Врятоване дитинство» (автори скульптурної композиції — члени Спілки художників УРСР одесити Є. В. Попов (архітектор) та О. П. Токарєв (скульптор).

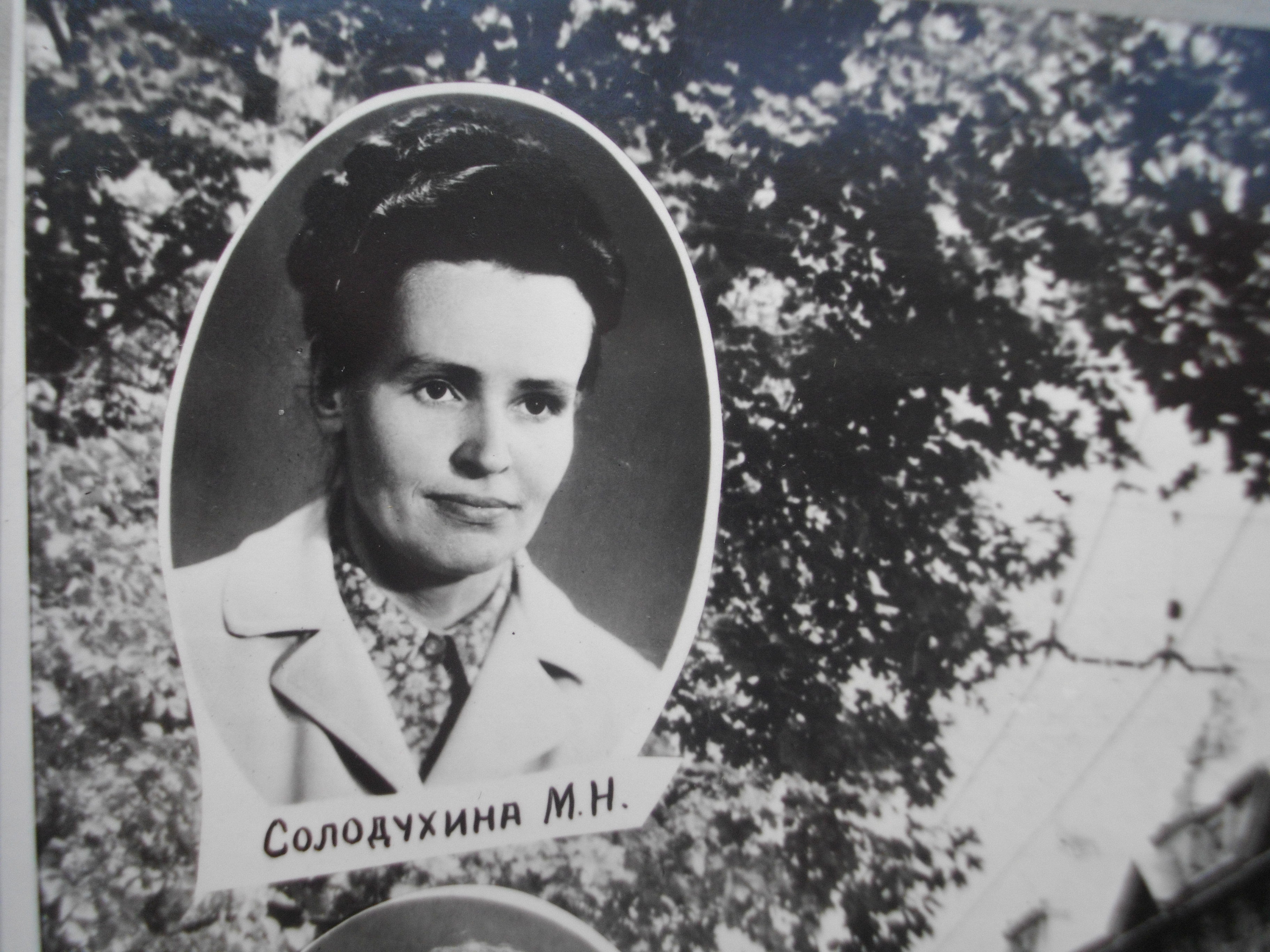
Марія Миколаївна Солодухіна у молодості

У 1997 році Марія Миколаївна Солодухіна стала директором бібліотеки нового провідного вищого закладу освіти в Україні — Одеської державної юридичної академії, керівництво якої на чолі з президентом, д.ю.н., проф. С. В. Ківаловим, зберігаючи та примножуючи університетські традиції, відчуваючи дефіцит необхідної навчальної і наукової літератури, доклало максимум зусиль та коштів, щоб створити фундаментальну наукову бібліотеку юридичного вищого навчального закладу.
Великий практичний досвід бібліотечної роботи Марії Миколаївни сприяв формуванню творчого колективу бібліотечних працівників, який гармонійно поєднав високі професійні знання досвідчених спеціалістів та енергію молодих бібліотекарів.

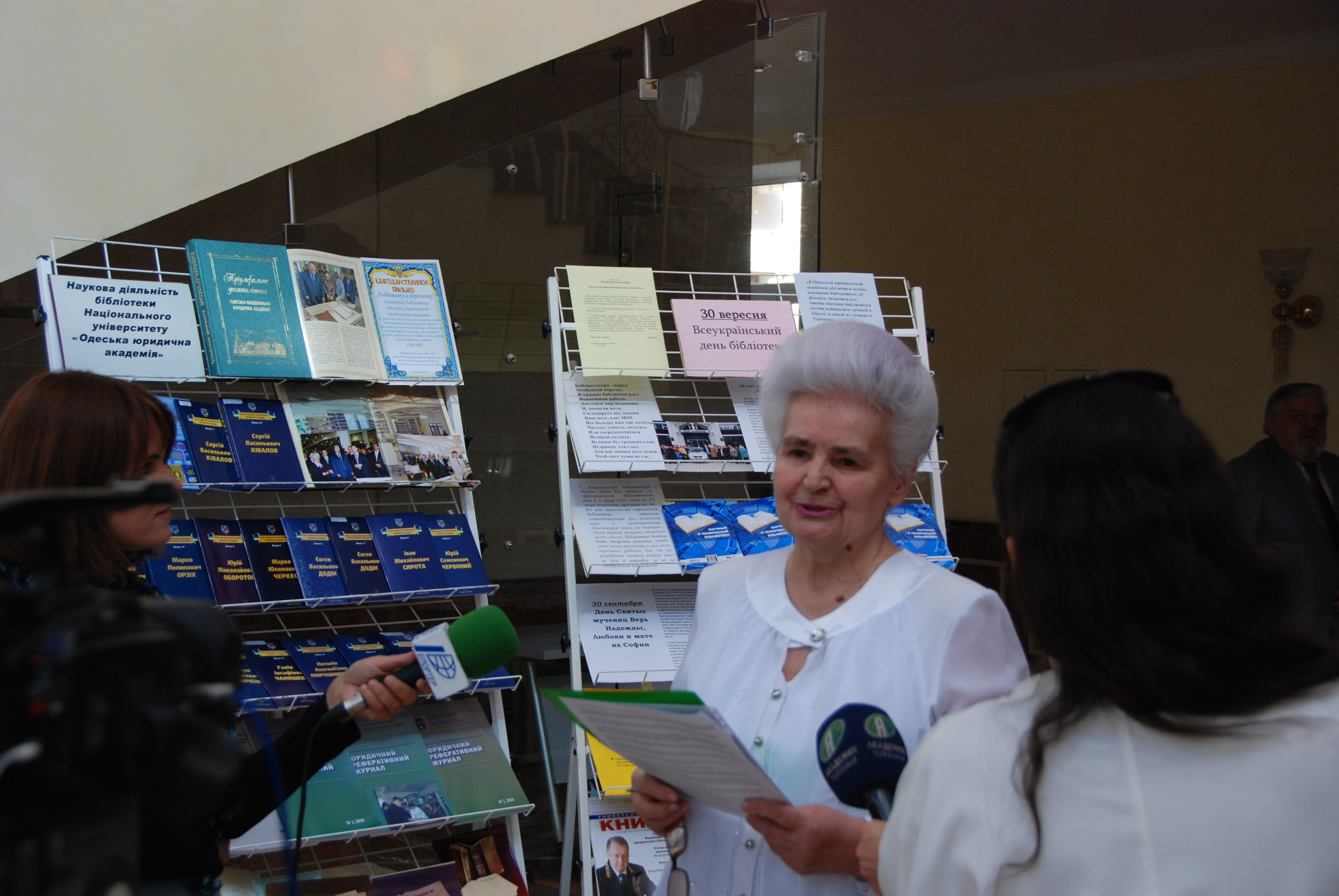
День бібліотекаря 2011 у бібліотеці Національного університету «Одеська юридична академія»

Як високофаховий бібліотечний спеціаліст з гострим відчуттям змін в інформаційному бібліотечному середовищі М. М. Солодухіна активно підтримувала ідеї автоматизації бібліотечних процесів, цифровізації бібліотечного фонду, створення електронних ресурсів власної генерації. Саме завдяки новаторству та прогресивним поглядам Марії Миколаївни на розвиток бібліотеки вже з 2000 року починається  використання в науковій бібліотеці Університету вітчизняної АБІС UniLib, а у 2015 році — функціонування інституційного репозиторію НУ «ОЮА» (eNUOLAIR — Electronic National University Odessa Law Academy Institutional Repository)
Марія Миколаївна Солодухіна приділяла пильну увагу розвитку інформаційно-бібліографічного напрямку в роботі бібліотеки, створенню власних інформаційних ресурсів: першого в Україні видання «Юридичного реферативного журналу» та серії біобібліографічних покажчиків "Вчені Національного університету «Одеська юридична академія», бібліографічного покажчика «Шлях до успіху» тощо. Вона була натхненником і активним розробником проекту, який увінчався виданням книг  "Пам'ятки права: рідкісні та цінні видання з фонду наукової бібліотеки Національного університету «Одеська юридична академія» та «Пам'ятки права: каталог рідкісних видань» (Одеса: Юридична література, 2017).

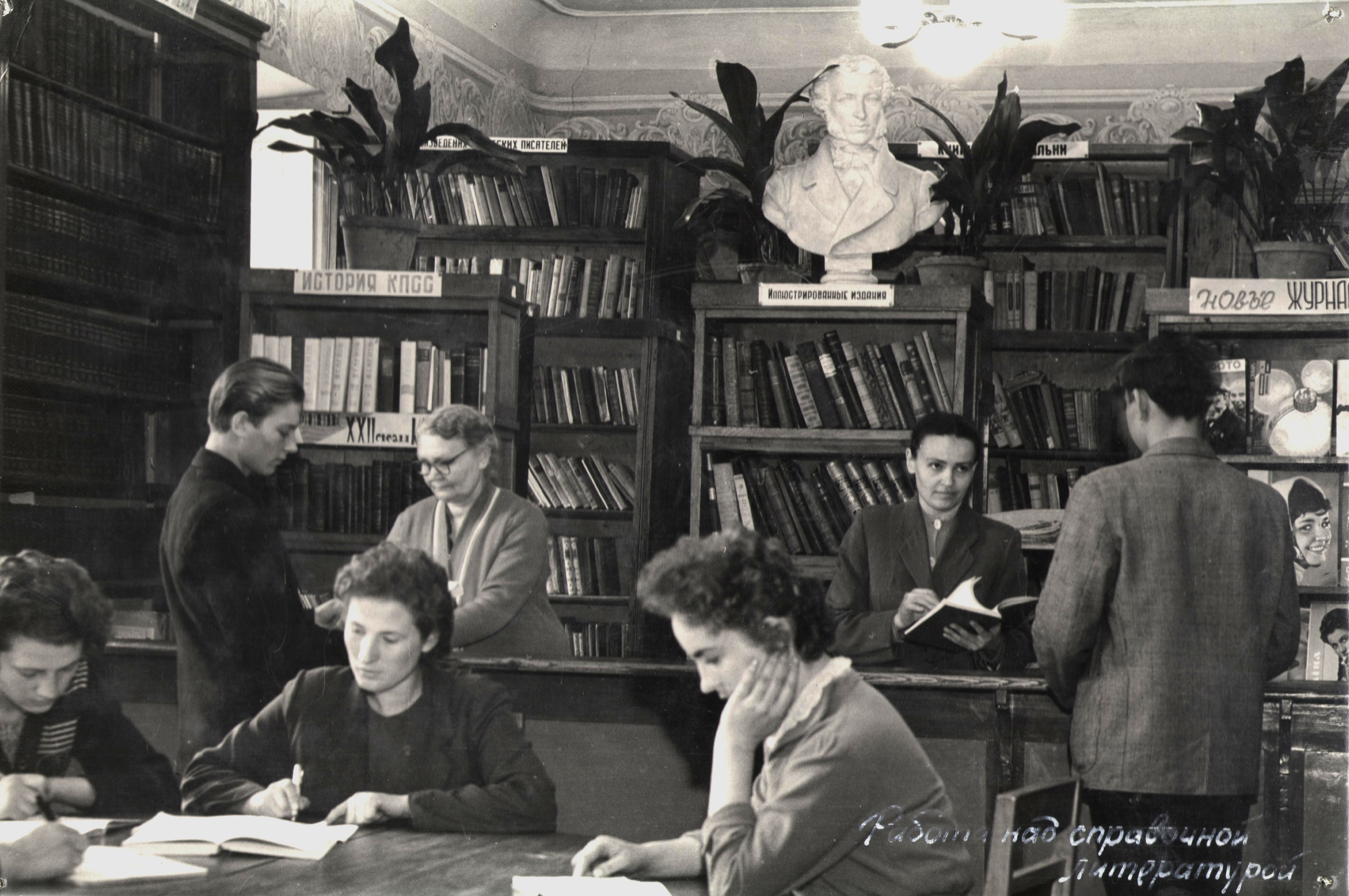
«Робота над довідковою літературою»

## Відзнаки
За значний особистий внесок у соціально-економічний, науково-технічний і культурний розвиток України, вагомі досягнення у трудовій діяльності, багаторічну сумлінну  працю та з нагоди річниці підтвердження всеукраїнським референдумом 1 грудня 1991 року Акта проголошення незалежності України відзначена званням «Заслужений працівник культури України» (2007)
За вагомий особистий внесок у забезпечення розвитку вітчизняної юридичної освіти та науки, багаторічну плідну науково-педагогічну діяльність та з нагоди 15-річчя заснування Національного університету «Одеська юридична академія» нагороджена орденом княгині Ольги III ступеня (2012)

## Редакційна діяльність
- Сирота Іван Михайлович: біобібліогр. покажч. / уклад. Т. М. Стефанчишена ; наук. ред.: С. В. Ківалов, Г. О. Ульянова, М. М. Солодухіна ; НУ «ОЮА», наук. б-ка. — 2-ге вид. переробл. і доповн. — Одеса, 2017. — 68 с. — (Серія «Вчені Національного університету „Одеська юридична академія“» ; вип. 27).
- Тіщенко Валерій Володимирович: біобібліогр. покажчик / уклад. С. І. Єленич ; наук. ред.: С. В. Ківалов, Г. О. Ульянова, М. М. Солодухіна ; НУ «ОЮА», наук. б-ка. — 2-ге вид. переробл. і доповн. — Одеса: Юрид. літ., 2017. — 92 с. — (Серія «Вчені Національного університету „Одеська юридична академія“» ; вип. 26).
- Аленін Юрій Павлович: біобібліографічний покажчик / уклад.: С. І. Єленич, Т. М. Стефанчишена ; наук. ред.: С. В. Ківалов, М. М. Солодухіна, Г. О. Ульянова ; НУ ОЮА, наук. б-ка. — Одеса: Юридична література, 2016. — 104 с. — (Серія «Вчені Національного університету „Одеська юридична академія“» ; вип. 25).
- Оборотов Юрій Миколайович: біобібліографічний покажчик / уклад.: С. І. Єленич, Т. М. Стефанчишена ; наук. ред.: С. В. Ківалов, М. М. Солодухіна, Г. О. Ульянова ; НУ ОЮА, наук. б-ка. — Одеса: Юридична література, 2016. — 102 с., 8 с. фот. — (Серія «Вчені Національного університету „Одеська юридична академія“» ; вип. 24).
- Нетудихатка Олег Юрійович: біобібліографічний покажчик / уклад. С. І. Єленич ; наук. ред.: М. В. Афанасьєва, M. М. Солодухіна, Т. Ю. Іванійчук ; НУ ОЮА, наук. б-ка. — Одеса: Юрид. л-ра, 2015. — 132 с., 8 с. фотогр. — (Серія «Вчені Національного університету „Одеська юридична академія“» ; вип. 23).
- Ківалов Сергій Васильович — вчений, державний діяч, політик, людина: біобібліографічний покажчик / уклад. С. І. Єленич, Т. Ю. Іванійчук, Т. М. Стефанчишена ; пер. на англ. М. Е. Алєксєєв, Н. І. Зубченко ; наук. ред.: В. М. Дрьомін, М. М. Солодухіна ; НУ ОЮА, наук. б-ка. — 3-тє вид., переробл. і допов. — Одеса: Юрид. л-ра, 2014. — 400 с. — (Серія «Вчені Національного університету „Одеська юридична академія“» ; вип. 22).
- Полянський Юрій Євгенович: біобібліографічний покажчик / уклад. С. І. Єленич; наук. ред.: В. М. Дрьомін, М. М. Солодухіна; НУ ОЮА, наук. б-ка. — Одеса: Юрид. л-ра, 2013. — 72 с. — (Серія «Вчені Націионального університету „Одеська юридична академія“»; вип. 21).
- Шульга Микола Миколайович: біобібліографічний покажчик / уклад. С. І. Єленич; наук. ред.: В. М. Дрьомін, М. М. Солодухіна; НУ ОЮА, наук. б-ка. — Одеса: Юрид. л-ра, 2011. — 48 с. — (Серія «Вчені Національного університету „Одеська юридична академія“»; вип. 19)
- Івакін Олексій Аркадійович: біобібліографічний покажчик / уклад.: Т. М. Стефанчишена, І. В. Шамша; наук. ред.: В. М. Дрьомін, М. М. Солодухіна; НУ ОЮА, наук. б-ка. — Одеса: Юрид. л-ра, 2011. — 44 с. — (Серія «Вчені Національного університету „Одеська юридична академія“»; вип. 18.)
- Додін Євген Васильович: біобібліографічний покажчик / уклад. Л. А. Таран; наук. ред.: В. Н. Дрьомін, М. М. Солодухіна; НУ ОЮА, наук. б-ка. — 2-ге вид., переробл. і допов. — Одеса: Юрид. л-ра, 2011. — 120 с. — (Серія «Вчені Національного університету „Одеська юридична академія“»; вип. 17).
- Орзіх Марко Пилипович: біобібліографічний покажчик / уклад. Л. А. Таран; наук. ред.: С. В. Ківалов; Нац. ун-т «Одеська юридична академія», наук. б-ка. — 2-ге вид., переробл. і допов. — Одеса: Юрид. л-ра, 2010. — 224 с. — (Серія «Вчені Національного університету „Одеська юридична академія“»; вип. 16).
- Царьова Людмила Кузьмівна: біобібліографічний покажчик / уклад. Т. М. Стефанчишена; наук. ред.: В. О. Туляков, М. М. Солодухіна; НУ ОЮА, наук. б-ка. м- Одеса: Юрид. л-ра, 2010. — 32 с. — (Серія «Вчені Національного університету „Одеська юридична академія“»; вип. 15).
- Овчиннікова Альбіна Петрівна: бібліографічний покажчик / уклад. С. І. Єленич; наук. ред.: Ю. М. Оборотов, М. М. Солодухіна; ОНЮА, наук. б-ка. — Одеса: Юридична література, 2010. — 40 с. — (Серія «Вчені Одеської національної юридичної академії»; вип. 14).
- Мирошниченко Наталія Анатоліївна: біобібліографічний покажчик / уклад. Л. А. Таран; наук. ред.: Ю. М. Оборотов, М. М. Солодухіна; ОНЮА, наук. б-ка. — Одеса: Юрид. л-ра, 2010. — 44 с. — (Серія «Вчені Одеської національної юридичної академії»; вип. 13).
- Чанишева Галія Інсафівна: біобібліографічний покажчик / клад. Т. Ю. Іванійчук; наук. ред.: Ю. М. Оборотов, М. М. Солодухіна; ОНЮА, Наук. б-ка. — Одеса: Юрид. л-ра, 2009. — 64 с. (Сер. «Вчені Одеської національної юридичної академії»; вип. 12).
- Музиченко Петро Павлович: біобібліографічний покажчик / уклад. С. І. Єленич; наук. ред.: Ю. М. Оборотов, М. М. Солодухіна. — Одеса: Юрид. л-ра, 2009. — 68 с. — (Сер. «Вчені Одеської національної юридичної академії»; вип. 11).
- Сергій Васильович Ківалов: біобібліографічний покажчик / упоряд.: Т. М. Стефанчишена, Л. А. Таран, Л. В. Арюпіна; наук. ред. Ю. М. Оборотов. — Одеса: Юридична література, 2009. — 184 с., 13 арк. вкл. — (Сер. «Вчені Одеської національної юридичної академії»; вип. 10).
- Харитонов Євген Олегович: біобібліографічний покажчик / уклад. Т. Ю. Іванійчук; наук. ред.: Ю. М. Оборотов, М. М. Солодухіна. — Одеса: Юридична література, 2009. — 156 с. — (Сер. «Вчені Одеської національної юридичної академії»; вип. 9).
- Долежан Валентин Володимирович: біобібліографічний покажчик / уклад. С. І. Єленич; наук. ред. Ю. М. Оборотов. — Одеса: Юрид. л-ра, 2008. — 80 с. — (Сер. «Вчені Одеської національної юридичної академії»; Вип. 8).
- Червоний Юрій Семенович: біобібліографічний покажчик / уклад.: С. І. Єленич, Т. Ю. Іванійчук; Наук. ред.: Ю. М. Обротов, М. М. Солодухіна. — Одеса: Юрид. л-ра, 2007. — 68 с. — (Сер. «Вчені Одеської національної юридичної академії»; Вип. 7).
- Сирота Іван Михайлович: біобібліографічний покажчик / уклад. Т. М. Стефанчишена; наук. ред. Ю. М. Оборотов. — Одеса: Юрид. л-ра, 2007. — 52 с. — (Сер. «Вчені Одеської національної юридичної академії»; вип. 6).

## Рекомендована література
- Історія Одеської національної юридичної академії / голов. ред. С. В. Ківалов. Одеса: Юридична література, 2002. C. 201.
- History of Odesa national academy of law / ed. by S. V. Kivalov. Одеса: Jurydychna literatura, 2004. Р. 182.
- Тріумфальне десятиліття: Одеська національна юридична академія / редкол.: С. В. Ківалов, М. М. Солодухіна [та ін.]. Одеса: Юридична література, 2007. С. 163—172.
- Triumphant decade: Odessa national academy of law / ed. in chief S. V. Kivalov, М. M. Solodukhina [et ol.]. Odesa: Jurydychna literatura, 2008. Р. 161—170.
- Літопис Національного університету «Одеська юридична академія»: (до 165-річчя Одеської школи права і 15-річчя університету) / ред. кол.: С. В. Кiвалов [та ін.]. Одеса: Юридична література, 2012. С. 232—236.
- 170 років — зберігаємо традиції. 20 років — створюємо майбутнє / Нац.ун-т «Одес. юрид. акад.» ; ред. кол.: С. В. Ківалов (голов. ред.) [та ін.]. Одеса: Юридична література, 2017. С. 392—398.
- Ми майбутнє України! : 25 років НУ «ОЮА» / голов. ред. С. В. Ківалов. Одеса: Юридична література, 2022. С. 298.
- Авраамян М. Библиотекарь по. Вечерняя Одесса. 2006. 24 окт. (№ 159). С. 3.
- Фомин Ф. Призвание рождает судьбу. Слово. 2007. 14 дек. С. 6.
- Чернецкая Т. Два крыла ее счастья: прекрасная семья, любимая работа. Слово. 2008. 7 март. (№ 9). С. 11.
- Ушла из жизни «берегиня» библиотеки Одесской юридической академии Мария Николаевна Солодухина: [нектролог]. Слово. 2021. 11 февр. (№ 6). С. 6.